# Leskovica
Leskovica (cirill betűkkel Лесковица) egy falu Szerbiában, a Piroti körzetben, a Babušnicai községben.

## Népesség
- 1948-ban 332 lakosa volt.
- 1953-ban 327 lakosa volt.
- 1961-ben 322 lakosa volt.
- 1971-ben 307 lakosa volt.
- 1981-ben 193 lakosa volt.
- 1991-ben 59 lakosa volt
- 2002-ben 31 lakosa volt,[1] akik közül 30 szerb (96,77%) és 1 ismeretlen.[2]